# Павловск (Санкт-Петербург)
Па́вловск — город, внутригородское муниципальное образование в составе Пушкинского района города федерального значения Санкт-Петербурга России.
Расположен на реке Славянке в 25 км к югу от центра Санкт-Петербурга и в 3 км к юго-востоку от районного центра города Пушкин. Железнодорожная станция Павловск.
В 1918—1944 годах город носил имя Слуцк в честь революционерки Веры Слуцкой.
Город получил известность как важный туристический центр: дворцово-парковый ансамбль Павловского дворца, а также исторический центр города включены в объект Всемирного наследия ЮНЕСКО «Исторический центр Санкт-Петербурга и связанные с ним комплексы памятников».

## Физико-географическая характеристика

### Рельеф и геологическое строение
Город расположен на Приневской низменности по левому берегу реки Невы, на склоне Балтийско-Ладожского уступа, в долине реки Славянки. В палеозое 300—400 миллионов лет назад вся эта территория была покрыта морем. Осадочные отложения того времени — песчаники, пески, глины, известняки — покрывают мощной толщей (свыше 200 метров) кристаллический фундамент, состоящий из гранитов, гнейсов и диабазов. Современный рельеф образовался в результате деятельности ледникового покрова (последнее, Валдайское оледенение, было 12 тысяч лет назад). После отступания ледника образовалось Литориновое море, уровень которого был на 7—9 м выше современного. 4 тысячи лет назад море отступило и образовалась долина реки Невы. Долина сложена озёрно-ледниковыми и постледниковыми отложениями. В районе Павловска ордовикские известняки выступают на поверхность из-под покрывающих их четвертичных отложений. Последние 2,5 тысячи лет рельеф почти не менялся.

### Климат
Климат Павловска умеренный и влажный, переходный от морского к континентальному. Продолжительность дня меняется от 5 часов 51 минуты при зимнем солнцестоянии до 18 часов 50 минут при летнем солнцестоянии. Для города характерна частая смена воздушных масс, обусловленная в значительной степени циклонической деятельностью. Летом преобладают западные и северо-западные ветры, зимой западные и юго-западные.
Годовые показатели температуры воздуха и осадков:
| Показатель                    | Янв.  | Фев.  | Март  | Апр.  | Май  | Июнь | Июль | Авг. | Сен. | Окт.  | Нояб. | Дек.  | Год   |
| ----------------------------- | ----- | ----- | ----- | ----- | ---- | ---- | ---- | ---- | ---- | ----- | ----- | ----- | ----- |
| Абсолютный максимум, °C       | 8,6   | 10,2  | 14,9  | 25,3  | 30,9 | 34,6 | 35,3 | 33,5 | 30,4 | 21,0  | 12,3  | 10,9  | 35,3  |
| Средний суточный максимум, °C | −2,3  | −1,4  | 4,1   | 9,2   | 16,1 | 20,5 | 22,2 | 20,6 | 14,6 | 8,5   | 1,8   | −0,7  | 9,4   |
| Средняя температура, °C       | −6,1  | −6    | −1,4  | 4,4   | 10,9 | 15,8 | 18,1 | 16,4 | 11,0 | 5,6   | −0,1  | −3,9  | 5,4   |
| Средний суточный минимум, °C  | −7,9  | −7,7  | −2,9  | 1,6   | 7,1  | 11,9 | 14,0 | 13,0 | 8,0  | 3,7   | −2,1  | −5,5  | 2,8   |
| Абсолютный минимум, °C        | −35,9 | −35,2 | −29,9 | −21,8 | −6,6 | 0,1  | 4,9  | 1,3  | −3,1 | −12,9 | −22,2 | −34,4 | −35,9 |
| Норма осадков, мм             | 40    | 31    | 35    | 33    | 38   | 64   | 78   | 77   | 67   | 65    | 56    | 49    | 633   |

### Почвы, растительный и животный мир
До основания города территория была покрыта хвойными лесами (сосновые и еловые) с примесью широколиственных пород и низинными болотами. Преобладают поверхностно-подзолистые в сочетании с торфяно-подзолисто-глеевыми почвами. В результате интенсивной хозяйственной деятельности людей естественный ландшафт повсеместно уступил место культурному. Теперь здесь преобладают сельскохозяйственные угодья с небольшими участками вторичных осиновых и берёзовых лесов, сероольшаников и ивняков.
В XVIII—XIX веках сложилась парковая зона города Павловска площадью 554,8 га (Павловский и Анненский парки). В 1978—1983 годах в парке насчитывалось 361 тысяч деревьев, представленных 54 видами: 16 видов елей, сосны, лиственницы, пихты, два вида берёз, два вида ив, два вида лип, дубы, вязы, ольха серая, осины, рябины, черёмуха обыкновенная, 88 видов кустарников, из них преобладающие виды — акация жёлтая, спиреи, дёрен белый, ивы кустарниковые. По наблюдениям 1978 года, был зарегистрирован 71 вид птиц, принадлежащих к 28 семействам и 9 отрядам. Из млекопитающих обитают белки, зайцы-беляки, ласки, горностаи, кроты, бурозубки, ежи, рыжие полёвки, ондатры. Зимой в парк заходят лисицы, кабаны и лоси. Из земноводных в парке можно увидеть травяную лягушку, жабу обыкновенную. Из рептилий — живородящую ящерицу, насекомых — 87 видов, относящихся к 46 семействам.

### Экологическое состояние
Вода реки Славянки, как и других петербургских рек —
Невы, Ижоры, Охты, Оккервиля, Мурзинки — характеризуется как загрязнённая. Анализ воды, выполненный «Гринпис» в мае 2008 года, показывает превышение допустимых норм в десятки и сотни раз, при этом в воде обнаружены ртуть, нефтепродукты, свинец, ацетон, хлороформ и многие другие опасные вещества.
Славянку загрязняют 16 предприятий — в основном это отходы от бытовых нужд.

## Демография
| 1780    | 1794    | 1862    | 1897    | 1935    | 1939    | 1959    |
| ------- | ------- | ------- | ------- | ------- | ------- | ------- |
| 54      | ↗300    | ↗2988   | ↗4900   | ↗23 000 | ↗30 798 | ↘16 605 |
| 1970    | 1979    | 1989    | 1992    | 1998    | 2002    | 2010    |
| ↗20 969 | ↗25 186 | ↗25 536 | ↘25 400 | ↘24 800 | ↘14 960 | ↗16 087 |
| 2011    | 2012    | 2013    | 2014    | 2015    | 2016    | 2017    |
| ↗16 100 | ↗16 373 | ↘16 366 | ↗16 495 | ↘16 461 | ↗16 525 | ↗16 792 |
| 2018    | 2019    | 2020    | 2021    | 2023    | 2025    |         |
| ↗17 653 | ↗17 665 | ↘17 409 | ↗17 463 | ↗17 775 | ↗18 485 |         |

Динамика населения Павловска:

## Органы власти
3 июня 1797 года учреждено Городское правление, во главе с главноуправляющим. Оно контролировало всю жизнь Павловска.
Современную структуру органов местного самоуправления составляют: представительный орган муниципального образования — Муниципальный Совет (Функционирует с 1997 года. В результате выборов 14 сентября 2014 года был избран новый состав V созыва. Из 10 депутатов 8 — от Единой России, 2 — самовыдвиженцы. (один самовыдвиженец позднее сложил с себя полномочия)); Глава муниципального образования (который исполняет полномочия председателя Муниципального совета и является высшим должностным лицом муниципального образования); исполнительно-распорядительный орган муниципального образования — Местная администрация.
- Глава муниципального образования города Павловска — Зибарев Валерий Викторович[39].
- Глава местной администрации города Павловска — Сызранцев Михаил Юрьевич[40].

## История

### Возникновение города
На месте современного Павловска ещё в XIII веке новгородцами была построена деревянная крепость, названная ими «Городок на Славянке». Эти земли входили в Водскую пятину Новгородской земли.
В середине XVIII века здесь существовали деревни Линна (фин. linna — город, крепость, по находившейся рядом шведской крепости на месте теперешней улицы Работницы) и Сеппеля (фин. seppelae — кузница, на месте теперешних Оранжерей). В окрестностях деревень любила охотиться Екатерина II, наезжавшая сюда со свитой из Царского Села. Два деревянных домика с названиями «Крик» (сгорел во время оккупации) и «Крак» (разобран в 1929 году), выстроенные в лесу на берегах Славянки, служили для кратковременных остановок во время охоты.
12 декабря 1777 года 362 десятины земли по берегам Славянки, с лесными угодьями, пашнями, двумя небольшими деревнями с крестьянами Екатерина II пожаловала своему сыну, будущему императору Павлу. Эта дата считается датой основания Павловского села.
В 1778 году построены два небольших усадебных дома: для Павла Петровича — Паульлюст (нем. Paullust — Павлова утеха) и его супруги Марии Фёдоровны — Мариенталь (нем. Marienthal — Марьина долина). Около усадеб разбиты небольшие садики с цветниками, от них проложены первые дорожки будущего парка. Главной улицей села Павловское стала дорога на Царское Село (до 2002 г. — улица Революции, с 2002 г. — Садовая улица). К 1 января 1780 года число постоянных жителей села составляло всего 54 человека. В 1780 году архитектору Ч. Камерону было поручено построить новый дворец. В 1786 году на месте «Паульлюст» Камерон возвёл обширный Павловский дворец.
В 1784 году архитектор Дж. Кваренги закончил строительство Церкви Святой Марии Магдалины с госпиталем и богадельней.
В 1788 году Павел, который предпочитал в качестве резиденции Гатчину, подарил село Павловское своей жене Марии Фёдоровне.
И. Г. Георги описывает Великокняжеский увеселительный замок Павловск в 1794 году:

§ 1088. Павловск, построенный ЕГО ВЫСОЧЕСТВОМ ВЕЛИКИМ КНЯЗЕМ ПАВЛОМ ПЕТРОВИЧЕМ, находится в 5 верстах от Царского Села в волнистой, маленькими холмиками, смешанным лесом покрытой стране, у вершины реки Славянки, впадающей в Неву.
§ 1091. Слобода имеет за исключением нескольких, деревянные дома, принадлежащие отчасти ВЕЛИКОМУ КНЯЗЮ, отчасти же обывателям, составляющие прямые улицы и коих жители суть придворные служители, ремесленники и крестьяне, числом около 300 душ.
§ 1092. В слободе и подле оной есть несколько публичных строений. Прекрасная каменная церковь во имя Св. Марии с преимущественными святыми иконами… Каменный дом училища, в коем дети (обыкновенно числом около 40) безденежно обучаются… Каменный конюшенный двор со вторым этажом, для жительства конюшенных служителей.
§ 1093. Так называемая крепость. Она имеет некоторые укрепления, из коих ПЁТР ВЕЛИКИЙ шведов выгнал, возобновлённые и увеличенные по велению ВЕЛИКОГО КНЯЗЯ для упражнения офицеров 3 батальонов, бывающих здесь во время лета. В крепости находятся офицерские жилища и 8 казарм для солдат. Каменный инвалидный дом для 20 и 30 морских инвалидов, содержится на иждивенчестве ЕГО ВЫСОЧЕСТВА.
§ 1094. Больница с 26 постелями для больных обоего пола… Они не токмо во всём безденежно содержатся, но совершенно бедные получают ещё при входе 5 рублей в подарок.

§ 1095. Воинский гошпиталь для 40 больных из трёх батальонов, с коими ВЕЛИКИЙ КНЯЗЬ воинские экзерциции производит, построен деревянный в 1793 году.

### Императорская резиденция
12 ноября 1796 года, через неделю после своего вступления на престол, новый император издал указ о переименовании села в город Павловск. Одновременно к Павловску были приписаны селения Тярлево, Липицы, Фёдоровский посад, Красное Село с крестьянами и угодьями. Начинается расширение и украшения Павловского дворца под руководством архитектора В. Бренны. Во дворце начали проходить большие приёмы. Контролировало всю жизнь Павловска Городское правление, учреждённое 3 июня 1797 года, во главе с главноуправляющим.

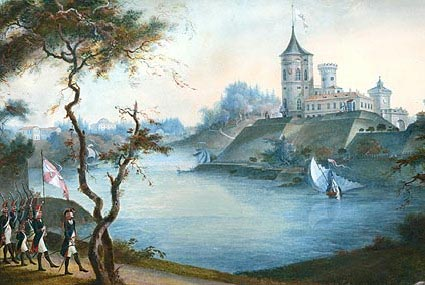
Крепость Бип в начале XIX века

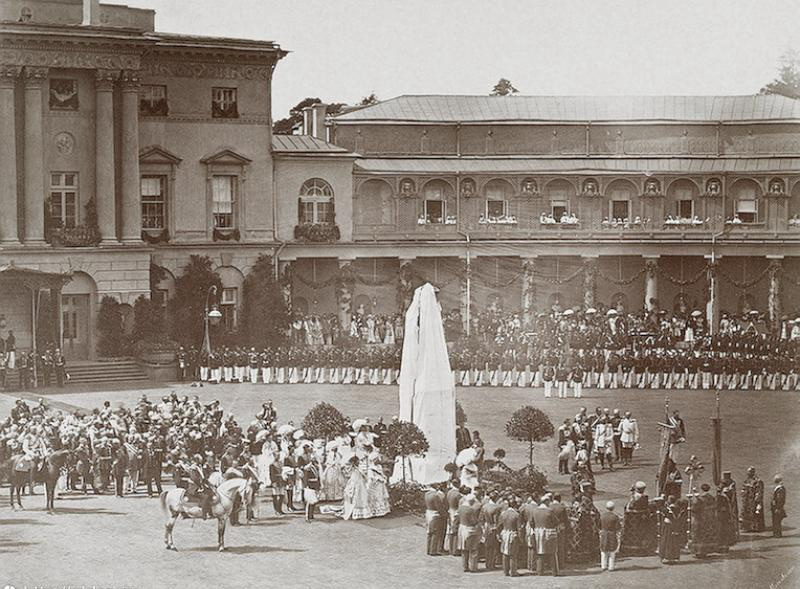
Открытие памятника Павлу I перед Павловским дворцом.
Фото 1872 года

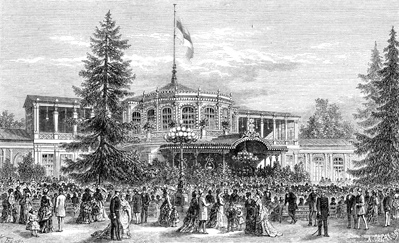
Павловский музыкальный вокзал

На месте Мариенталя в 1797 году сооружена увеселительная крепость «Бип», которую в летнее время занимали придворные и откуда в полдень палила пушка.
После смерти императора в Павловске проживает вдова Мария Фёдоровна, при которой дворец и парк (управляемый Иваном Андреевичем Вейнманом ботанический сад) достигают расцвета. Однако со смертью императрицы в 1828 году начинается закат Павловска как императорской резиденции. Он переходит к младшему брату Николая I великому князю Михаилу Павловичу. Великий князь заботился о благоустройстве Павловска: раздавал пустыри под застройку в квартале, получившем название «Еленинский», распорядился о благоустройстве дорог. Появились благотворительные учреждения: детский приют и Александровское учебное заведение (здесь получали начальное образование дети купцов и мещан).
Некоторое время до Отечественной войны 1812 года военным комендантом Павловска был П. И. Багратион. В честь окончания войны в парке, в Розовом павильоне были устроены торжества.
В 1836 году между Павловском и Царским Селом проложена первая в России железная дорога на конной, а затем и на паровой тяге для увеселительных бесплатных поездок. Для приёма поездов прямо в парке, в район Большой звезды построен Павловский Воксал, который со второй половине XIX века становится местом музыкальных концертов, на которых дирижировал сам Иоганн Штраус. 30 октября 1837 года первый поезд доставил пассажиров из Санкт-Петербурга. Удобная транспортная связь со столицей способствовала быстрому и значительному расширению города и превращению его в модный дачный пригород.
При Михаиле Павловиче прибавились: здание театра, близ вокзала, Магнитная и Метеорологическая обсерватория, картинная галерея и библиотека. Константиновская обсерватория находилась на окраине города близ шоссе в Фёдоровский посад, она специально занималась наблюдением магнитных и метеорологических явлений.
В 1849 году Павловск переходит во владение ко второму сыну Николая I — Великому князю Константину Николаевичу.
При нём перед дворцом, в центре Парадного плаца, в 1872 году был установлен памятник Павлу I, работы скульптора И. П. Витали.
В 1902 году была проложена новая колея Виндаво-Рыбинской железной дороги, которая до Тярлево шла по Царскосельской железной дороге, а от Тярлево — по современной трассе. В связи с развитием железной дороги Павловск становится модным дачным местом для петербургской интеллигенции. В 1874 году в городе насчитывалось триста двадцать три дачи.
После кончины Великого князя Константина Николаевича в 1892 году Павловск перешёл во владение к его сыну Великому князю Константину Константиновичу. Он умер в Павловске в своём кабинете 2 июня 1915 года и был отпет в дворцовой церкви. Хозяином дворца стал старший сын Константина Константиновича Иоанн Константинович.

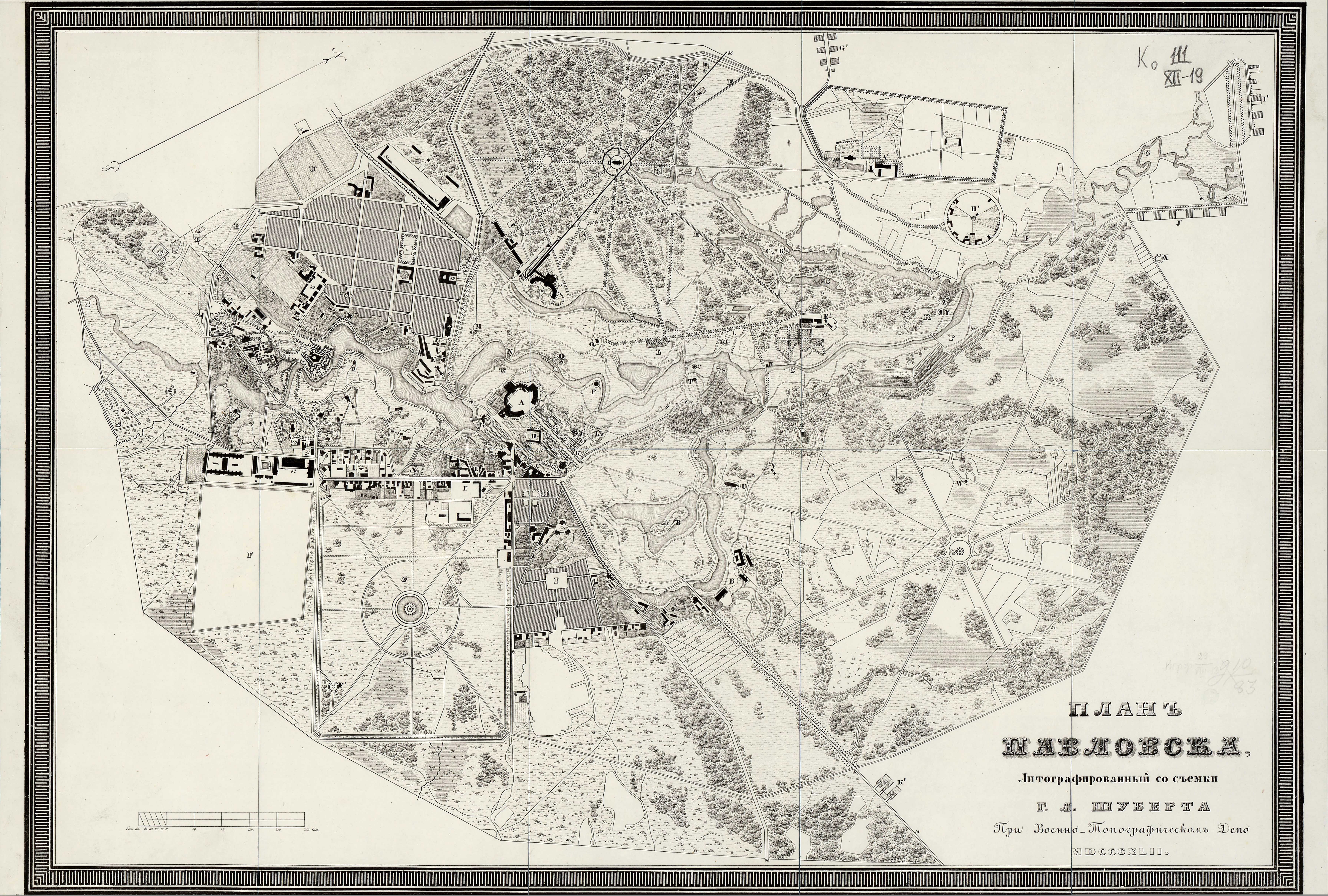
План Павловска, литографированный со съёмки Г. Л. Шуберта при Военно-Топографическом Депо / Г. Л. Шуберт — Санкт-Петербург : Тип. Карла Крайя, 1842
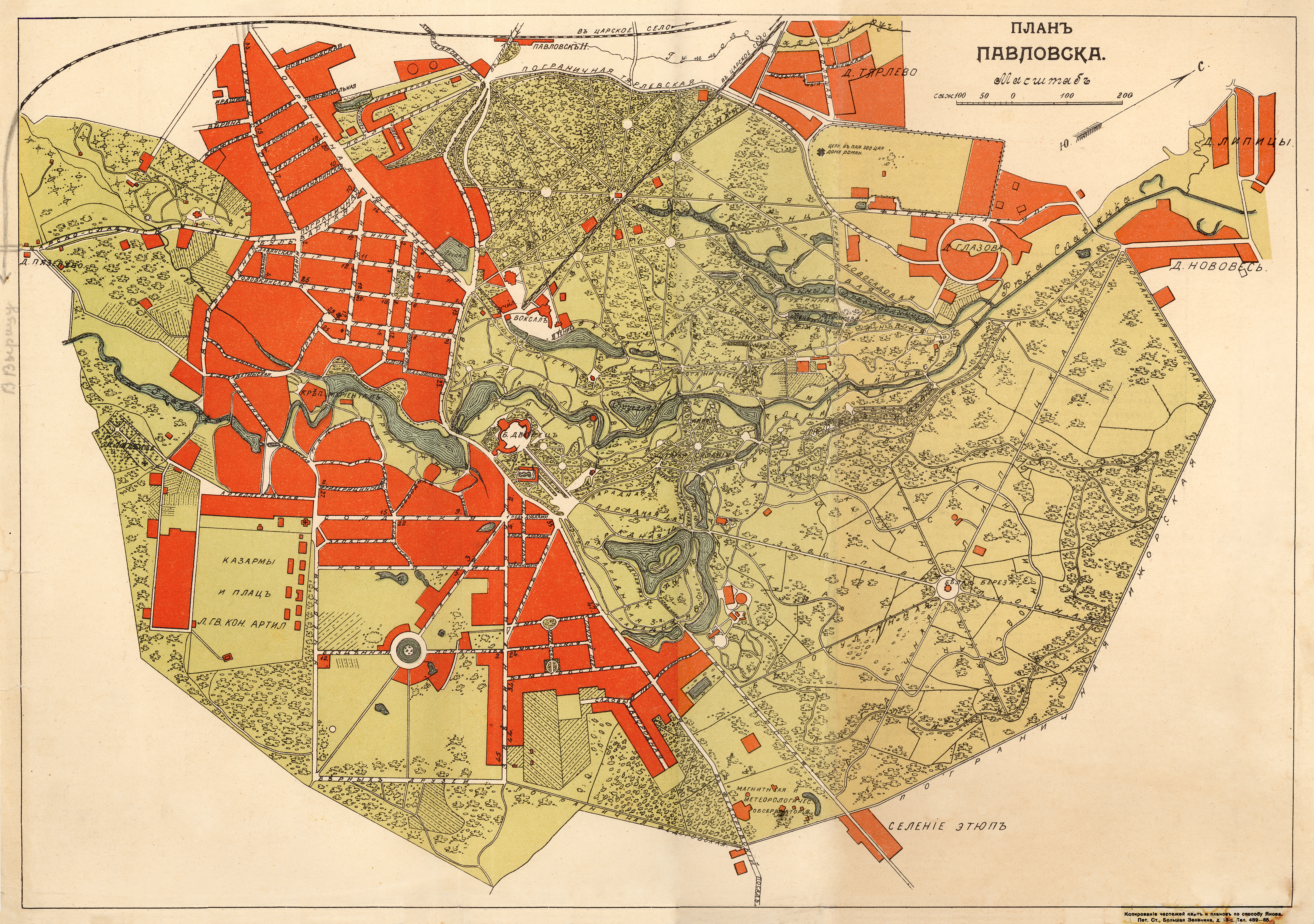
План Павловска, литография 1915 года.

### Советское время
С 1917 по 1918 год Павловск — это заштатный город уездного подчинения Детскосельского уезда.
В 1918 году, в честь погибшей 30 октября 1917 года под Царским Селом революционерки Веры Слуцкой, город Павловск был переименован в город Слуцк. В январе 1944 года городу было возвращено его историческое имя. Только перед войной на правительственном уровне принимается решение о создании музея, но уже летом 1941 года сотрудники музея занимаются спасением музейных коллекций.
В октябре 1919 года в районе Слуцка шли бои между частями Красной армии и войсками генерала Н. Н. Юденича. После окончания Гражданской войны Слуцк стал районным центром Ленинградской области. В городе появилось много детских домов и пионерских лагерей.
С 1920 года Слуцк — заштатный город уездного подчинения Слуцкой волости Детскосельского уезда.
С 1923 года подчинён Детскосельскому горсовету Гатчинского уезда.
С 1927 года — город районного подчинения Детскосельского района.
В 1930 году город Слуцк был введён в состав Ленинградского Пригородного района, а после его упразднения, с 16 августа 1936 года, он становится административным центром Слуцкого района Ленинградской области.
С 1939 года Слуцк — город областного подчинения.

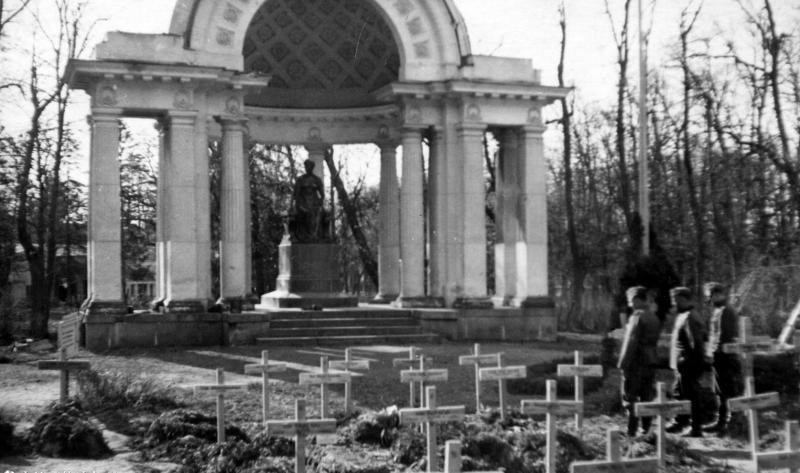
Немецкие захоронения у павильона «Росси» в Павловском парке. Фото 1943 года

К сентябрю 1941 года большая часть коллекций вывезена или спрятана в тайниках. С 17 сентября 1941 года по 24 января 1944 года Павловск находился в зоне фашистской оккупации. Во время войны дворец и парк сильно пострадали. Фашисты разграбили всё, что сотрудники музея не смогли вывезти или спрятать, разрушили павильоны, взорвали мосты, вырубили более 70 тысяч деревьев, а отступая, сожгли дворец (пожар продолжался 24—26 января 1944 года).
23 января 1944 года указом Президиума Верховного Совета СССР  с формулировкой «удовлетворить просьбу ленинградских организаций» город Слуцк был переименован в город Павловск.
Во время оккупации сгорел Павловский музыкальный вокзал. Современный вокзал был построен в 1950-е годы по проекту архитектора Е. А. Левинсона в стороне от сожжённого фашистами.
В 1946—1973 годах реставраторам под руководством Анны Зеленовой, Фёдора Олейника, Анатолия Трескина пришлось произвести поистине гигантскую работу. В Павловске была создана настоящая школа отечественной музейной реставрации. В 1957 году открыты для посетителей первые залы восстановленного Павловского дворца.
С 1953 года город Павловск подчинён Ленгорсовету. С 1959 года — Пушкинскому горсовету Ленинграда.
В 1978 году Павловск стал первым возрождённым из руин дворцово-музейным комплексом пригородов Ленинграда. Реставрационные работы идут до сих пор.

### Современный период
В 1990 году Павловск был внесён в Список объектов Всемирного наследия ЮНЕСКО в России (протокол ICOMO № 540—007 от 1990 ).
С началом Перестройки в Павловске активизировалась демократическая общественность. Во время выборов 1989 года народных депутатов СССР жители Пушкинского района забаллотировали выдвиженца от КПСС председателя Ленгорисполкома В. Я. Ходырева.
В 1991 году был возвращён верующим Собор Николая Чудотворца, а в 1995 году — Церковь Святой Марии Магдалины. В 2003 году установлен памятник композитору Иоганну Штраусу. В этом же году открыт Краеведческий музей истории города Павловска.
В постсоветский период ряду улиц Павловска вернули исторические названия (в 1993 и 2003 годах, полный список переименований 2003 года здесь).
В 2005 году ликвидирован Павловский район, а территория города включена в состав Пушкинского района
На сегодняшний день в городе более 42 объектов находятся под опекой Комитета по государственному контролю, использованию и охране памятников истории и архитектуры. Ежегодно Павловск посещают полтора миллиона туристов.

### Названия города
За свою историю город не раз менял название:
- Павловское Село — с 12 декабря 1777 года по 12 ноября 1796 года. Названо в честь первого владельца села Великого князя, в дальнейшем императора Павла I.
- Павловск — с 12 ноября 1796 года по 1918 год. Переименовано, в связи с повышением статуса села до города.
- Слуцк — с 1918 года по 23 января 1944 года. Переименован в честь революционерки Веры Слуцкой, погибшей годом раньше в окрестностях города.
- Павловск — с 23 января 1944 года. Возвращено историческое название.

### Герб и флаг города
См. также: Гербы с вензелями и литерами
- Герб города был утверждён 18 января 1801 года императором Павлом I[47].

В золотом щите Государственный орёл, имеющий на груди крест Святого Иоанна Иерусалимского, увенчанный орденской короной. Крест окружён цепью Ордена Святого Андрея Первозванного и имеет в середине червлёный щиток, с золотым вензельным изображением имён Их Императорских Величеств: Павла и Марии.
Золотое поле символизирует знатность и могущество владельца поселения. Вензеля расшифровывались как «Павел» и «Мария Фёдоровна».
Существовал «советский» проект герба Павловска. Но официально он не был утверждён.
Современный вариант герба утверждён Решением Муниципального Совета МО города Павловска (№ 10/5.3) от 19 сентября 2007 года, данное решение зарегистрировано Геральдической палатой (регистрационный № 3503).
Описание:

В золотом поле российский государственный орёл времён Павла I: чёрный, с золотыми клювами и лапами, и червлёными языками, увенчанный тремя императорскими коронами, из которых средняя больше, с золотым скипетром и державой в лапах, с серебряным мальтийским крестом под короной Великого магистра Державного ордена святого Иоанна Иерусалимского на груди; крест наложен поверх висящей на шеях орла цепи ордена Св. Андрея Первозванного со знаком оного ордена, висящим на цепи и видным ниже нижнего луча креста; поверх креста положен червлёный щиток, обременённый золотым вензелем Павла I и Марии Фёдоровны под императорской короной.
- Флаг города утверждён Решением Муниципального Совета МО города Павловска от 19 сентября 2007 года № 10/5.3 и внесён в Государственный геральдический регистр Российской Федерации с присвоением регистрационного номера 3504. Описание:

Флаг муниципального образования города Павловска представляет собой прямоугольное полотнище с отношением ширины флага к длине — 2:3, воспроизводящее композицию герба муниципального образования город Павловск в жёлтом, чёрном, белом и красном цветах.

## Планировка города
Центром Павловска является Павловский дворец. 2/3 территории города занимает Павловский парк, расположенный к северу от дворца. До 1917 года никакого разделения, никакой границы между городом и дворцово-парковым ансамблем не существовало. Всё принадлежало одному хозяину. Сейчас по южной и западной границе парка проходит центральная магистраль города — Садовая улица (до 1783 года — Фёдоровская дорога, 1783—1918 — Царскосельская дорога, в советское время — улица Революции). На восток она ведёт к деревням Фёдоровское и Ям-Ижора на Московском шоссе (М10). На западе — к павловскому железнодорожному вокзалу и далее к городу Пушкину. Весь город Павловск находится к югу от улицы Садовой. Западной границей Павловска является железная дорога Санкт-Петербург — Витебск. От центра на юг идёт улица Мичурина, ведущая к Коммунару и Гатчине на Киевском шоссе.

## Архитектура и достопримечательности

### Государственный музей-заповедник «Павловск»
Памятник мировой архитектуры и дворцово-паркового искусства. Включает в себя дворцово-парковый ансамбль конца XVIII — начала XIX веков, бывшая загородная царская резиденция. Превращён в музей после национализации в 1918 году. Современный статус музей-заповедник получил в 1983 году.
В состав музея-заповедника входит:

#### Павловский парк

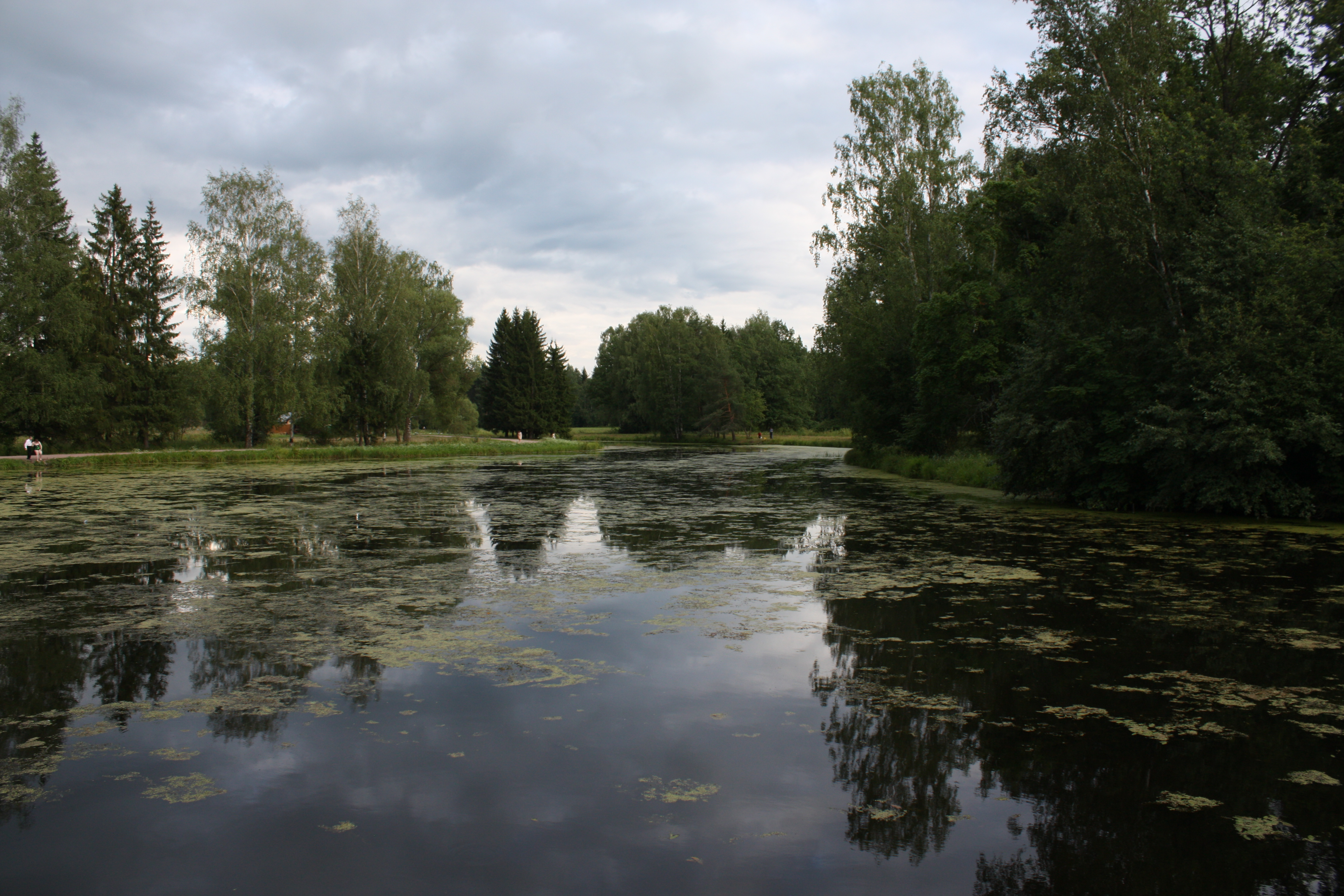
Пруды Павловского парка в пасмурный день

Павловский парк является одним из крупнейших пейзажных парков, как России, так и Европы (около 600 га). Композиция парка включает 7 ландшафтных районов: Придворцовый, Долина реки Славянки, Большая звезда с долиной прудов, Старая Сильвия, Новая Сильвия, Парадной поле и Белая Берёза. Украшением парка служат павильоны классического характера: Храм Дружбы, Колоннада Аполлона, Вольер, Холодная баня, Круглый зал, Розовый павильон; пасторального: Молочня, Пиль-башня; мемориальные: Памятник родителям, Мавзолей супругу-благодетелю, мосты над Славянкой, мраморная и бронзовая скульптура. Коллекция русской бронзовой скульптуры входит составной частью в ансамбль Старой Сильвии. Дворцовые помещения и парковые павильоны строились и оформлялись с учётом окружающего ландшафта.
- Павловский дворец (1780—1786, архитекторы Чарлз Камерон, Винченцо Бренна, Андрей Воронихин) — памятник архитектуры русского классицизма, центр дворцово-паркового ансамбля. Дворец полностью восстановлен после Великой Отечественной войны. Состоит из основного здания и боковых флигелей, соединённых с ним галереями-переходами. Во дворце можно увидеть Египетский и Парадный вестибюли, Итальянский, Греческий, Кавалерский, Танцевальный залы, Большой или Тронный зал, Зал войны и Зал мира, Картинную галерею, Библиотеку Павла и другие помещения.
- Церковь Петра и Павла в Павловском дворце (1799, архитектор В. Бренна, образа в иконостасе художник Дж. Кадес) — действующая православная церковь.
- Памятник Павлу I (1872, копия Клодта по оригиналу скульптора И. П. Витали, цинк[52]) — установлен перед дворцом в центре Парадного плаца. Император повёрнут лицом к входной аллее, «принимая гостей» в своей летней резиденции.

- Центральный (Придворцовый) район:

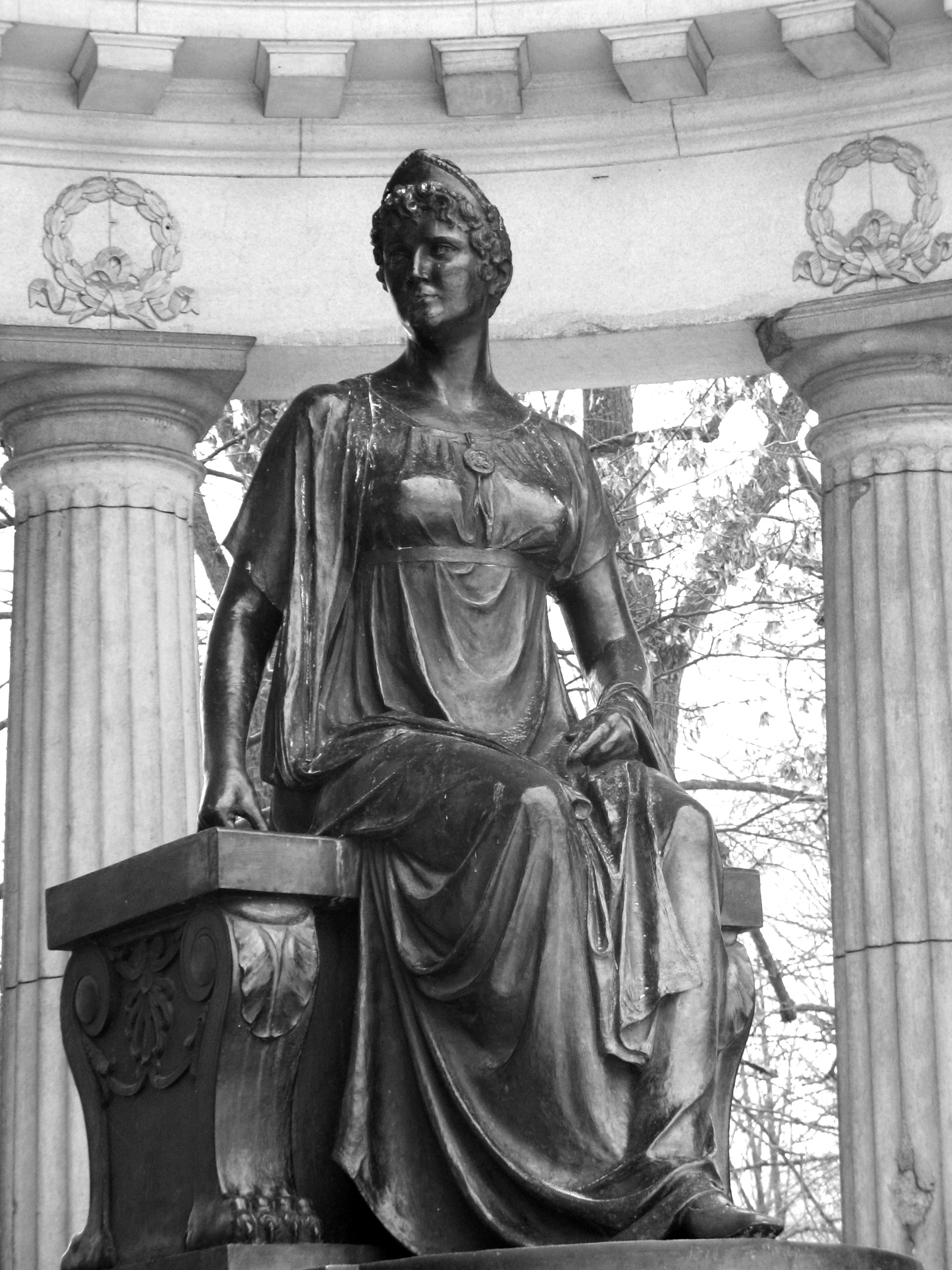
Статуя Марии Фёдоровны
в Павильоне Росси

- Собственный сад (1801—1803, архитектор Ч. Камерон) — расположен под окнами «личных комнат» императрицы. Садик неразрывно связан с дворцовыми помещениями, балконами, террасами и лестницами. Устроен в характере небольших французско-голландских садов, с чёткой геометрической планировкой, цветочными партерами, напоминающими красочные ковры. Стриженые липы, пирамидальные тополя, мраморные статуи, бюсты и вазы. Центральная аллея подходит к Павильону трёх граций (1800, архитектор Ч. Камерон, скульптор П. Трискорни). Павильон имеет вид стройного 16-колонного античного портика ионического ордена. В 1803 году в павильоне установлена группа «Три грации», изваянной из одной глыбы мрамора.
- Тройная липовая аллея — ведёт от дворца к Парадному полю. К югу по ходу — Павильон Вольер (1782, архитектор Ч. Камерон), для певчих птиц, построенный в классическом стиле. Высокий центральный зал, увенчанный куполом, соединён крытыми дорическими колоннадами с боковыми помещениями. Далее по аллее — Павильон Росси (К. К. Шмидт, 1914, по старому проекту архитектора К. Росси), павильон-беседка с колоннами и полукуполом, в середине скульптура императрицы Марии Фёдоровны (1900, скульптор В. Беклемишев). По аллее к северу — Молочный домик (1782, архитектор Ч. Камерон), из необтёсанного камня, в подражание альпийских сельских построек.

- Парадное поле — живописный район с большим прудом и островом в центре. Создан на месте пыльного Парадного плаца в 1803—1813 годах парковым мастером П. Гонзаго.
- Старая Сильвия (Двенадцать дорожек) (1790-е, архитектор В. Бренна, скульпторы Ф. Г. Гордеев, П. П. Соколов) — район с регулярной планировкой с множеством бронзовых скульптур.

- Памятник родителям (1786, архитектор Ч. Камерон) — мемориальное сооружение, посвящённое памяти умерших членов семьи Марии Фёдоровны, в античном стиле. В глубине павильона мраморная скульптурная композиция архитектора И. П. Мартоса (1807).

- Новая Сильвия (1799—1800, архитектор В. Бренна) — сохранён характер обширного густого леса.

- Мавзолей супругу-благодетелю (1808—1809, архитектор Ж. Ф. Тома де Томон) — мемориальное сооружение в стиле древнегреческого храма, посвящённое памяти Павла I.
- Колонна Конец света (1783, архитектор Ч. Камерон) — стройная ионическая колонна из розового олонецкого мрамора.

- Белая берёза (1801—1828, художник-декоратор П. Гонзаго) — лесной массив (250 га) сформированный в новом стиле русского пейзажного парка, парка равнины и скромной северной природы.

- Розовый павильон (1811—1812, архитектор А. Н. Воронихин) — лёгкое деревянное здание с колонными портиками, увенчанное небольшим куполом, окружённое кустами редчайших сортов роз. В 1814 году по проекту К. Росси к нему пристраивается Танцевальный зал. В начале XIX века Розовый павильон воспринимался как новый центр всего садово-паркового комплекса. Здесь собирались тогда гости Павловска, в числе которых было немало деятелей культуры — поэтов, писателей, художников, артистов.

- Долина реки Славянки — район парка в пейзажном стиле, извилистое русло реки и живописные холмистые берега.

- Колоннада Аполлона (1782—1783, архитектор Ч. Камерон) — в виде двойного кольца колонн дорического ордена, перекрытых архитравом, в центре скульптура Аполлона Бельведерского.
- Павильон «Холодная ванна» (1799, архитектор Ч. Камерон) — летняя мыльня, купольная ротонда с прямоугольной пристройкой, завершённой ротондой. Радом через реку Славянку перекинут мост Кентавров (1799, архитектор В. Бренна) со скульптурами, отлитыми с античного оригинала.
- Павильон «Храм дружбы» (1780—1782, архитектор Ч. Камерон) — храм-ротонда, охваченная кольцом каннелированных колонн дорического ордера, поставленная на полуострове, образованном излучиной реки.
- Пиль-башня (1797, архитектор В. Бренна) — пильная мельница круглой формы с соломенной крышей.

- Большая Звезда — пейзажная часть парка с радиальными аллеями от железнодорожного вокзала, ведущая в центральные районы парка.

- Круглый зал (1799—1800, архитекторы Ч. Камерон и В. Бренна) — прямоугольный павильон с портиками на боковых фасадах и апсидами на торцах, служил для музыкальных вечеров и концертов.
- Место Музыкального вокзала (Курзал) (1836, архитектор А. И. Штакеншнейдер) — вокзал Царскосельской железной дороги с рестораном и концертным залом. В его концертном зале дирижировал Иоганн Штраус (выступал здесь около 10 лет), пел Фёдор Шаляпин, танцевала Матильда Кшесинская, выступали композиторы — Бортнянский, Глинка, Бородин, Лядов, Рубинштейн, Римский-Корсаков, Чайковский, Лист, Шуман, Глазунов, Прокофьев, великие исполнители своего времени — виолончелист Сэрвэ, скрипачи Венявский и Изаи и многие другие. Здание вокзала было уничтожено во время Великой Отечественной войны.

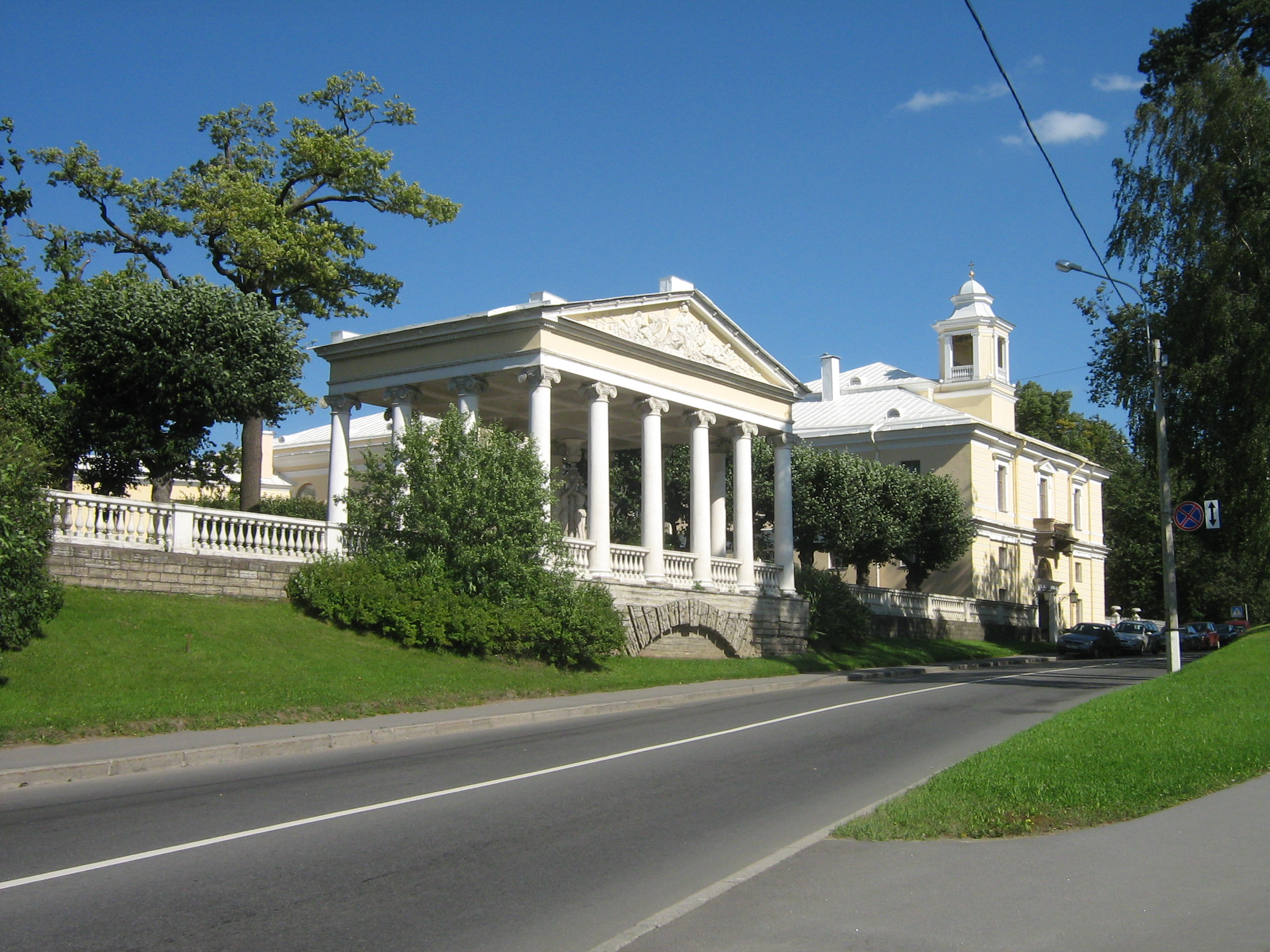
Павильон Трёх граций
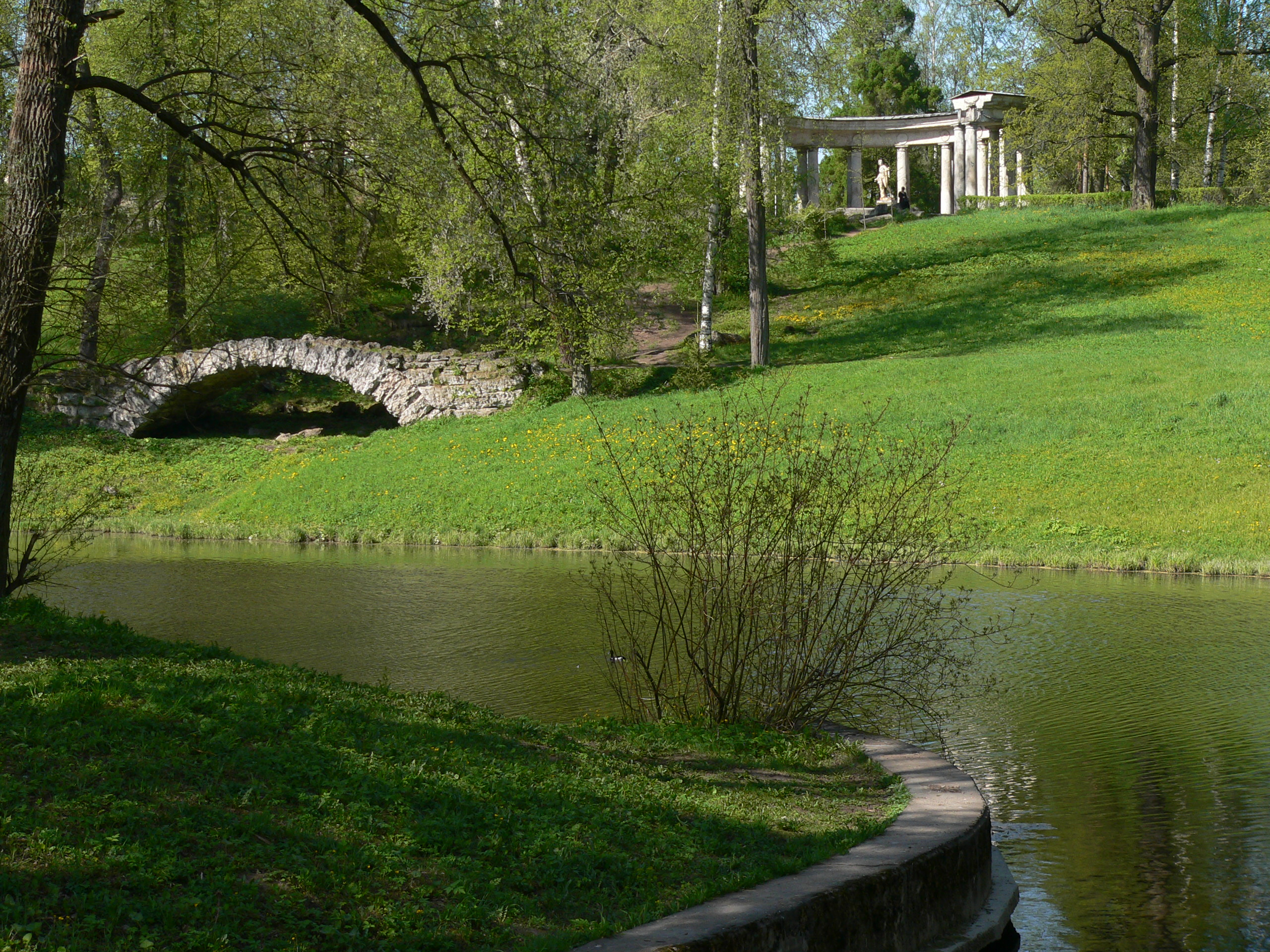
Вид с Кентаврового моста на долину реки Славянки и Колоннаду Аполлона
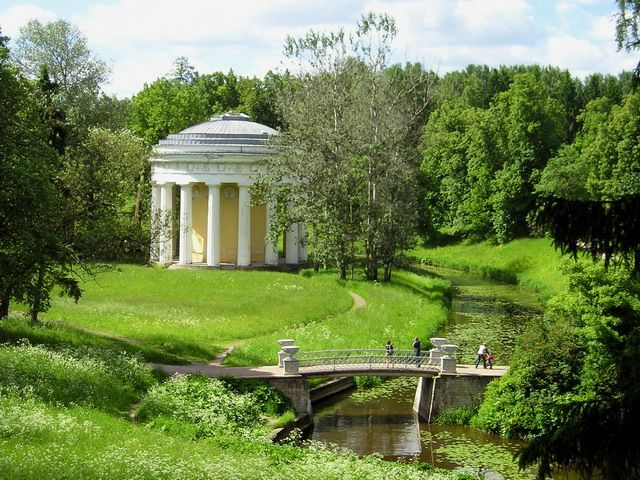
Храм дружбы и Чугунный мостик в долине реки Славянки
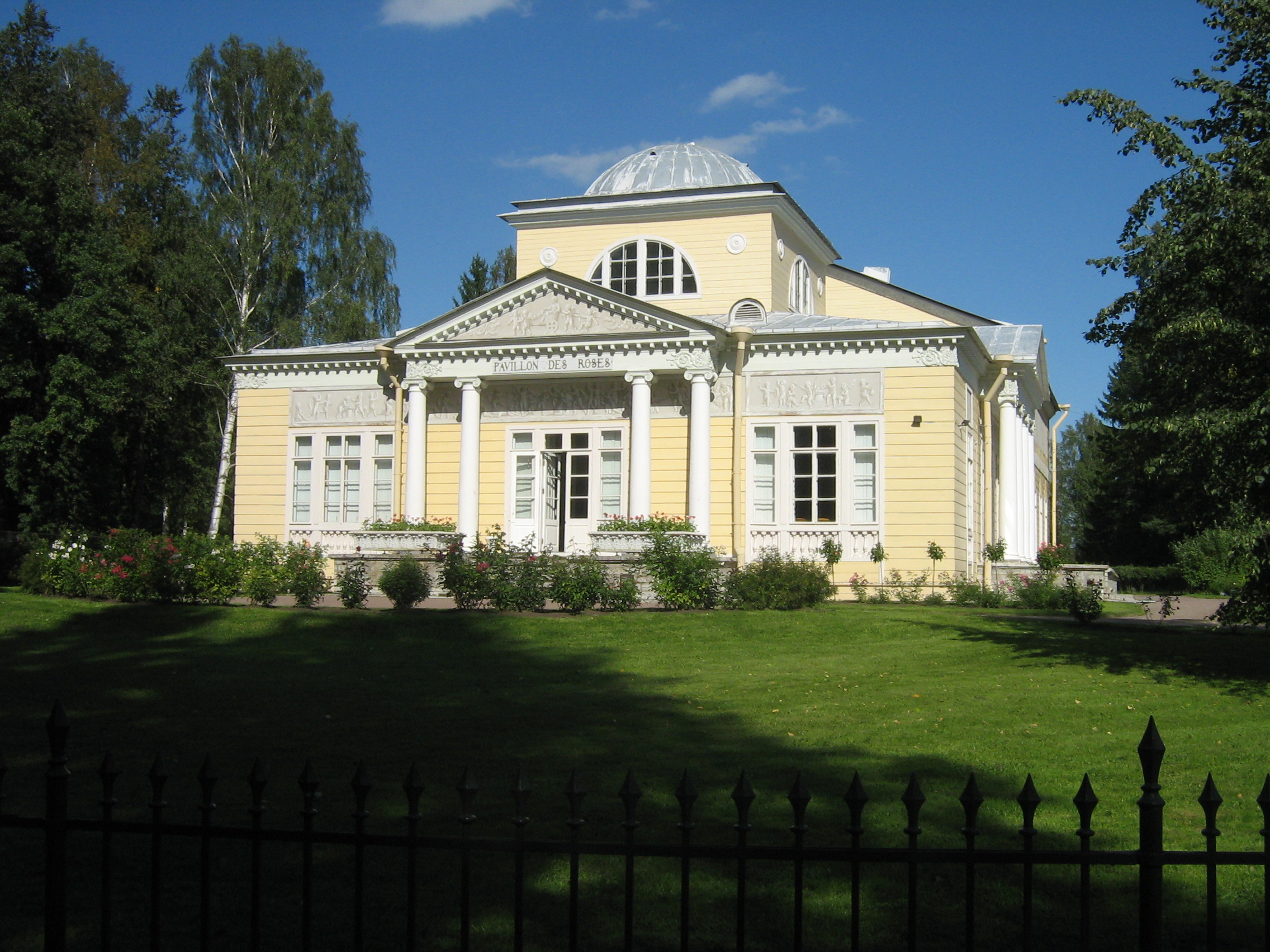
Розовый павильон

### Храмы

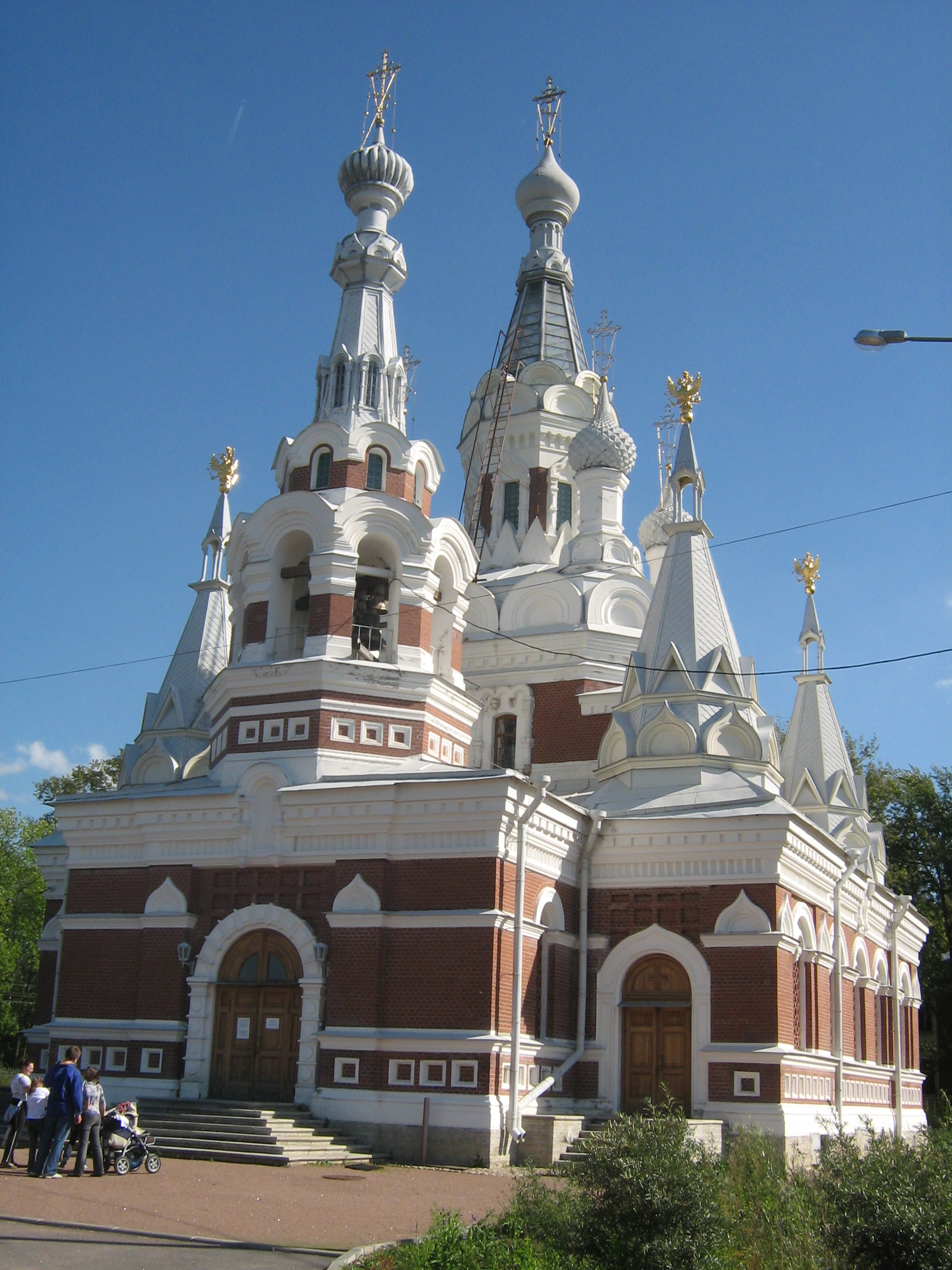
Собор Николая Чудотворца в память Императора Павла I

В Павловске православные и лютеранские церкви:
- Церковь Марии Магдалины (1781—1784, архитектор Дж. Кваренги, Садовая улица, 17) — первое каменное здание Павловска в классическом стиле, восстанавливается.
- Собор Николая Чудотворца в память Императора Павла I (1900—1904, архитектор А. И. фон Гоген, Артиллерийская улица, 2) — действующая православная церковь в русском стиле.
- Церковь Екатерины и Рождества Пресвятой Богородицы в Графской Славянке — православный храм в посёлке Динамо.
- Храм Троицы Живоначальной в пожарной части (2007—2008, Конюшенная улица, 11) — действующая деревянная православная церковь. В часовне есть икона «Неопалимая Купина», на Руси покровительствующая огнеборцам[54].
- Евангелистско-лютеранская Церковь святой Марии Магдалины (улица Горная, 17)
- Уникальный для России памятник кладбищенской архитектуры на городском кладбище  Кладбищенский склеп внутри

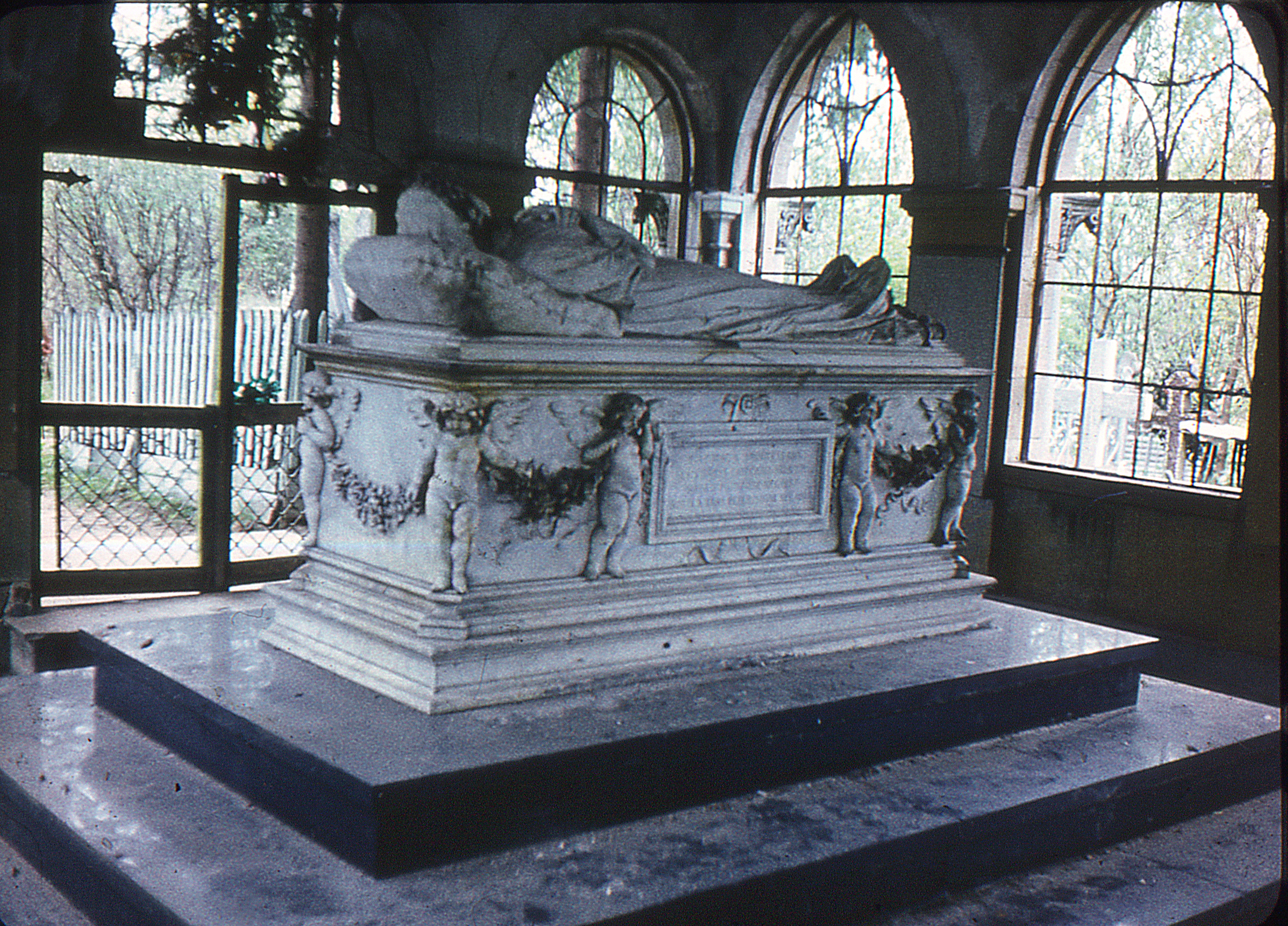
Кладбищенский склеп внутри

- Там же, на городском кладбище похоронен Влади́мир Фёдорович Вави́лов (5 мая 1925, Ленинград, ныне Санкт-Петербург — 11 марта 1973, там же) — русский советский композитор, гитарист-семиструнник и лютнист[55]. Автор многочисленных музыкальных мистификаций, ставших современными шедеврами классической музыки, таких как музыка песни «Город Золотой», исполняемой Б. Гребенщиковым, и «Аве Мария», выданная Вавиловым за произведение авторства Каччини, известного средневекового итальянского композитора, и ставшая мировым шлягером классической музыки в XXI веке.

### Другие достопримечательности
- Обелиск в память основания Павловска (1782, архитектор Ч. Камерон) — на пьедестале укреплена чугунная доска с надписью «Павловское начато строить в 1777 г.»[33].
- Замок «Бип» (1795—1797, архитектор Винченцо Бренна) — напоминающий своим силуэтом, зубцами высоких стен и башен средневековый рыцарский замок в развилке рек Славянки и Тызьвы. Каменное двухэтажное здание с круглой угловой пятиэтажной башней, обращённой к Мариентальскому пруду. Здание в плане имевшее форму вытянутого неправильного пятиугольника. Внутри находился такой же формы двор. В годы войны во время одной из бомбардировок города в здании возник пожар, и оно полностью выгорело, осталась лишь каменная коробка стен. Отреставрировано в XXI веке[56].
- Николаевские (Чугунные) ворота (1826, архитектор К. И. Росси) — въездные городские ворота на Царскосельской дороге. Названы с честь Николая I, по повелению которого и были установлены. Ворота с небольшой площадью перед ними со стороны Царского Села, ограниченной полукруглой оградой, определяли въезд в город из столицы.
- Железнодорожный вокзал Павловска (1950-е, архитектор А. И. Левинсон) — одно из произведений в стиле так называемого «сталинского ампира»[33].
- Краеведческий музей истории города Павловска (открыт в 2003, Песчаный переулок, 11/16) — документы, карты и планы местности, редкие старые фотографии и открытки, портреты владельцев Павловска, коллекция старинных музыкальных записей, предметы быта, этнографические куклы, современная живопись и произведения прикладного искусства открывают новые неизвестные страницы развития города. В музее воссозданы уголки дачника, мастерового и сельской избы.
- Памятник композитору Иоганну Штраусу — уменьшенная копия 2003 года с памятника Штраусу в Вене (1907, скульптор Э. Хелькер). Установлен у Пяти углов, вблизи Большого дворца[46].
- Бертонов мост — мост через реку Тызьву по Елизаветинской улице.
- Линновский мост — мост через реку Славянку в створе Мариинской улицы.

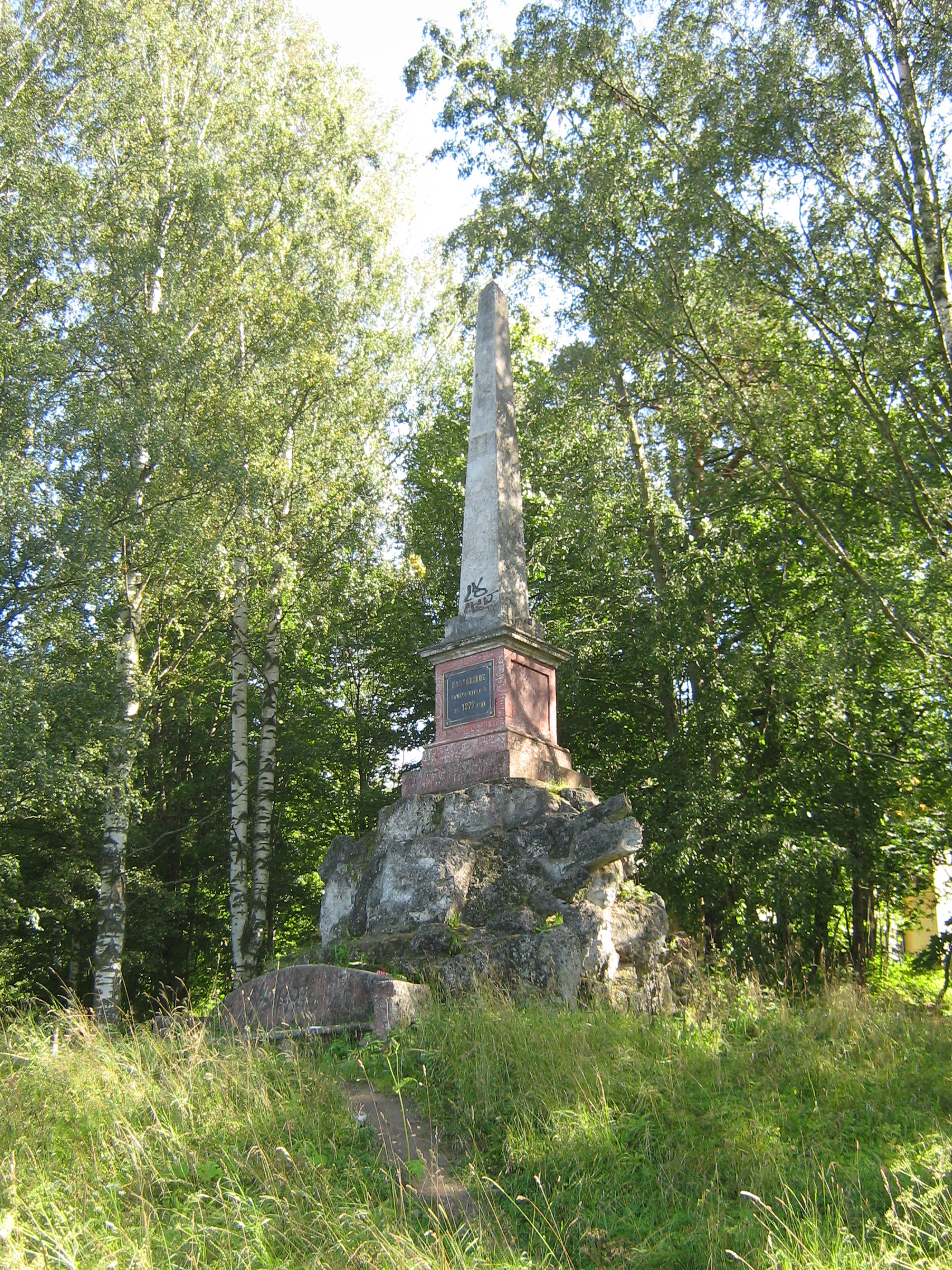
Обелиск в память основания Павловска
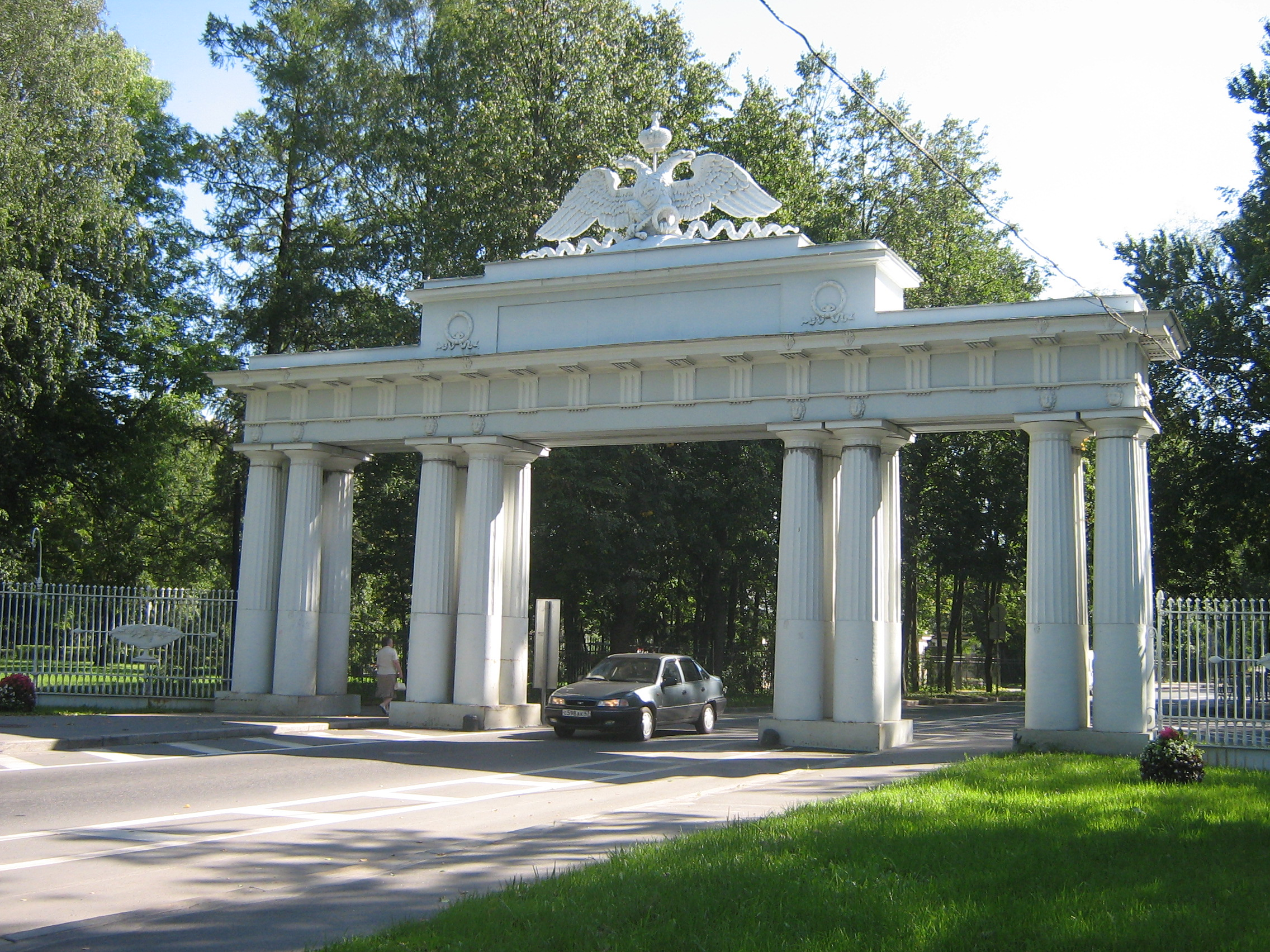
Николаевские (Чугунные) ворота
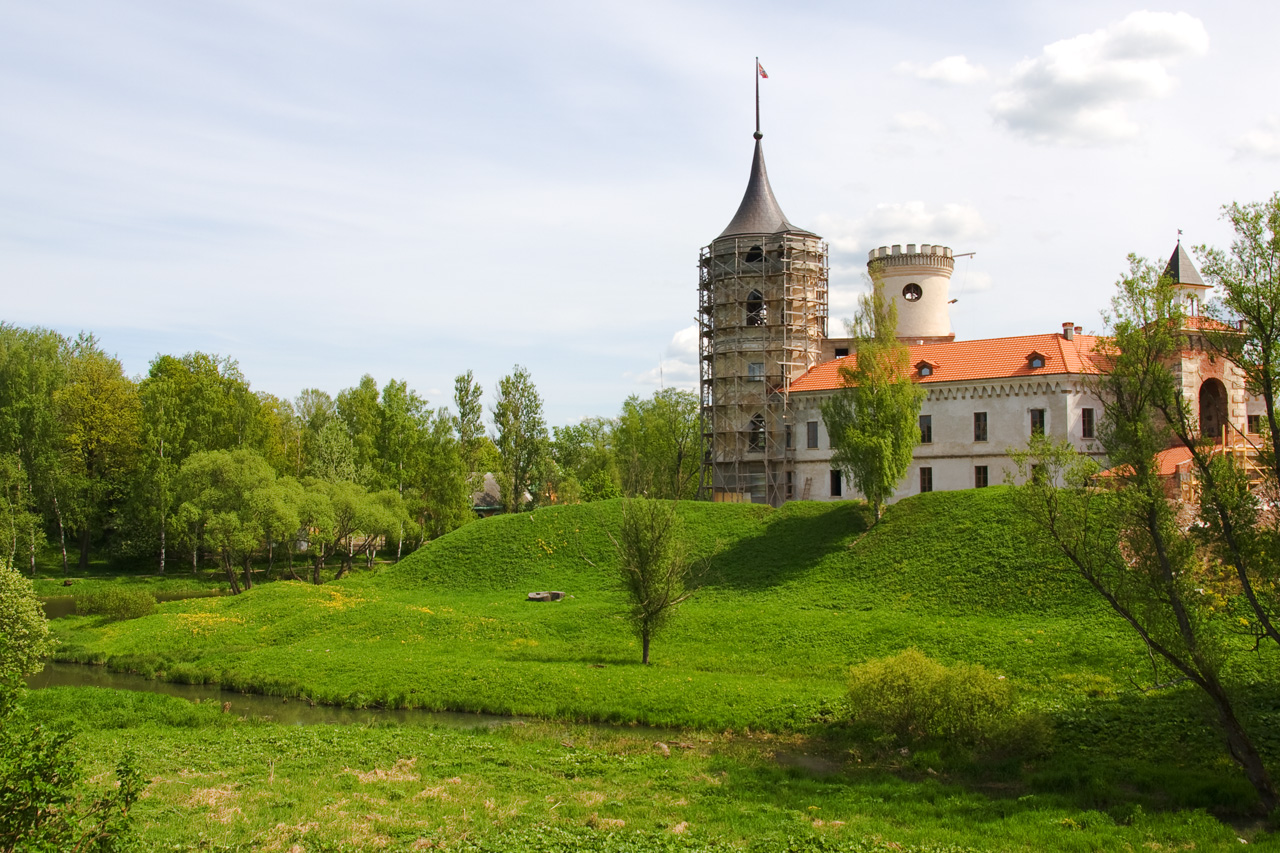
Крепость Бип в месте слияния рек Славянка и Тызва
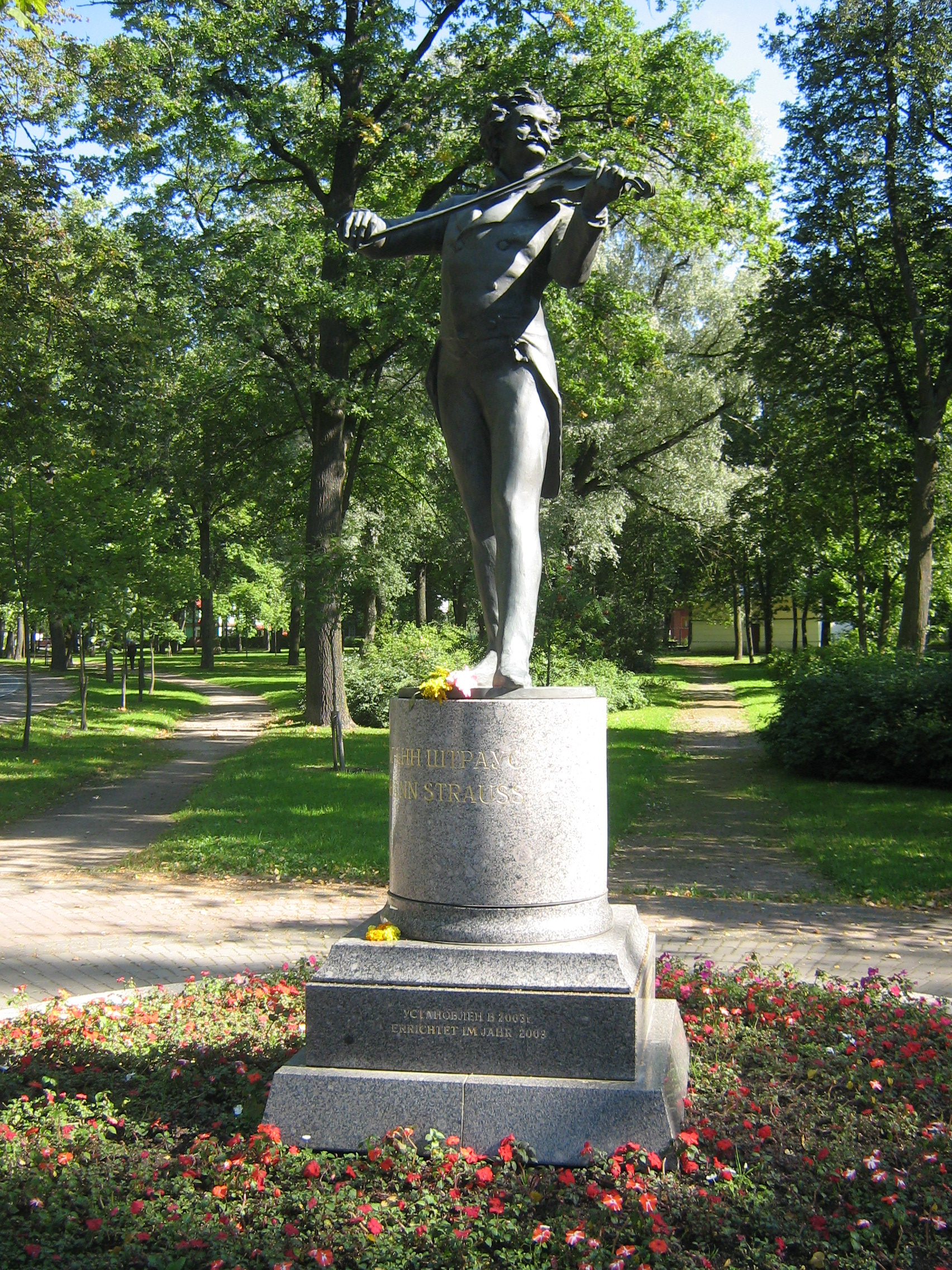
Памятник композитору Иоганну Штраусу

## Экономика

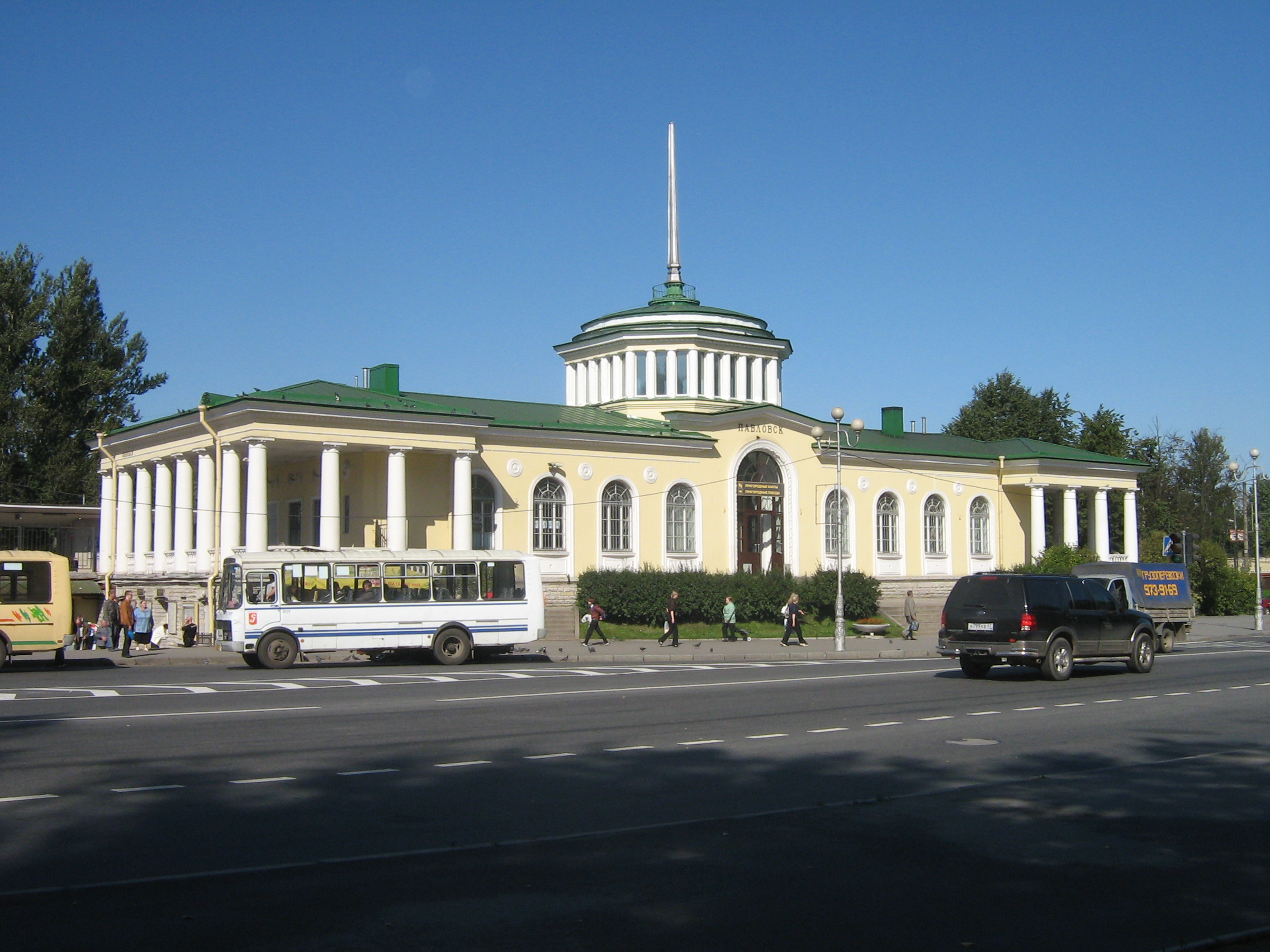
Железнодорожный вокзал Павловска

В Павловске промышленность развита слабо. Среди производственных предприятий: Санкт-Петербургский картонно-бумажный комбинат (производство картона), Павловская кожгалантерейная фабрика. Кроме того, в городе есть две типографии.
В городе развитая сеть автобусных маршрутов, которые соединяют Павловск с соседним Пушкином, с Санкт-Петербургом (метро Звёздная, Московская), Колпином, Коммунаром, Гатчиной, населёнными пунктами Пушкинского района.
Через Павловск проходит железнодорожная линия Санкт-Петербург — Витебск. В городе одна железнодорожная станция — Павловск.
Сегодня Павловск насыщен объектами социальной и торговой инфраструктуры. В городе работают крупные торговые сети, такие как «Пятёрочка», «Магнит» и другие. Павловск входит в зону покрытия всех основных сотовых операторов.

## Социальная сфера
В городе действуют филиалы районной и детской библиотек, Центр культуры, кино и досуга «Павловск», Детская музыкальная школа № 25, Дом детского творчества «Павловский», Подростково-молодёжный клуб «Заречье».
В Павловске ежегодно проводятся Международный фестиваль цветов города Павловска (в июле) и Фестиваль цветов «Букет императрицы» музея-заповедника «Павловск». В «Круглом зале» близ железнодорожного вокзала звучит классическая музыка.
В городе 3 общеобразовательные школы и гимназия, 2 школы-интерната, 6 детских садов и яслей, Государственное общеобразовательное учреждение кадетская школа, Межрегиональный центр реабилитации лиц с проблемами слуха (среднее профессиональное образование), Школа имени Горчакова.
В настоящее время в Павловске работают следующие медицинские учреждения: Поликлиника № 60 (поликлиническое отделение № 67), Детская поликлиника № 15, Туберкулёзная больница № 8, Дом ветеранов войны № 1, а также большое количество частных медицинских учреждений разного профиля.
В городе открыт конно-спортивный клуб «Ковбой». В Павловском парке имеется стадион с футбольным полем.
Ежегодно (в октябре) проводится легкоатлетический пробег Павловск — Пушкин. Дистанция — 5 км, старт — на Привокзальной площади города Павловска.

## Павловск в искусстве

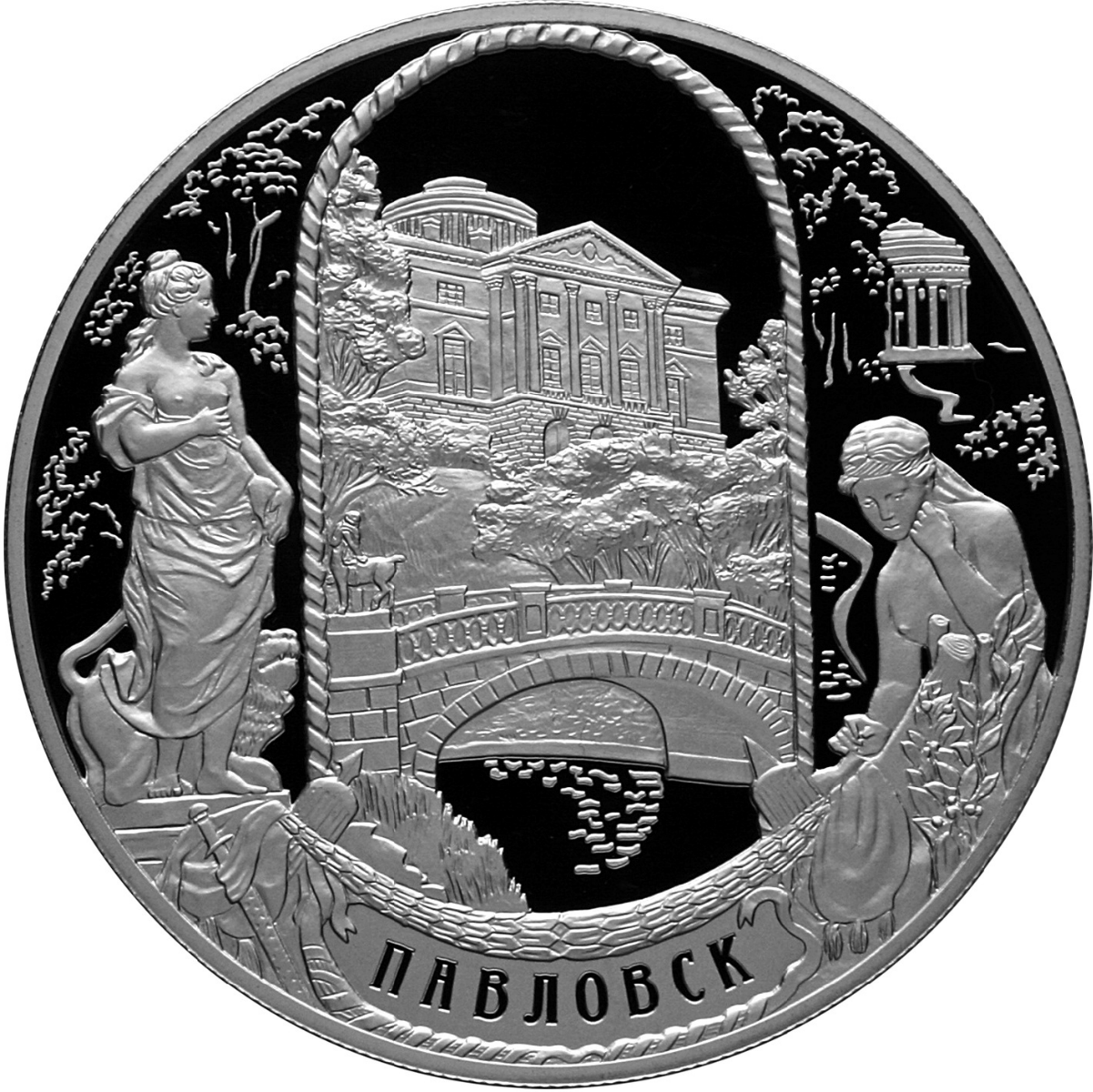
Памятная монета Банка России номиналом 25 рублей (2011)

В начале XIX века в Павловске побывали Н. Карамзин, В. Жуковский, Н. Гнедич, И. Крылов и оставили свои впечатления. В. Жуковский был первым русским автором, который в стихах воспел Павловск (элегия «Славянка», 1815; «Подробный отчёт о луне», 1820), его особенную, им верно угаданную красоту. Осип Мандельштам писал о Павловске в биографической книге «Шум Времени». А. Ахматова описала Павловский парк в своём стихотворении 1915 года «Всё мне видится Павловск холмистый». Во второй части романа Ф. М. Достоевского «Идиот» действие происходит на даче в Павловске.
В Павловске снимались кинофильмы «Евгений Онегин» (1957), «Прощание с Петербургом» (1971), «Синяя птица» (1976), «Бедный, бедный Павел» (2003) «Ларец Марии Медичи» (1980), «Цензор» (2017) и другие.